# Meldola
Méldola (Mèdla o Médla in romagnolo) è un comune italiano di 9 965 abitanti della provincia di Forlì-Cesena in Emilia-Romagna.

## Storia
Tracce e ritrovamenti indicano che il territorio è stato frequentato e abitato fin dalla preistoria. Un probabile abitato dell'età del bronzo recente è venuto alla luce nel corso di scavi archeologici del 2007/2008.
Durante l'epoca romana il territorio in cui sorse poi Meldola fu attraversato da un acquedotto, ancora esistente nel sottosuolo dell'abitato. Resti di ville rustiche tardo romane sono attestati nella zona di Ca Gaiani e in altri punti del territorio.
Nel V-VI secolo vi fu costruita una grande villa fortificata di epoca teodoriciana, con ambienti decorati da mosaici policromi, sepolta da una frana dopo essere stata distrutta da un incendio e sulla quale sorge parte del centro storico.
Intorno all'anno 1000 è attestato per la prima volta il nome Meldola, derivato probabilmente da metula, colonnina o stazione di posta nella strada che costeggia il corso del Bidente, la Bidentina, che già in antico conduceva verso Mevaniola. In questo periodo sorse il castello che domina l'abitato.
Il 13 maggio 1335 il Castello di Meldola, assediato da Francesco Ordelaffi signore di Forlì e dai suoi alleati, venne liberato da Pietro Ginanni alla guida delle truppe senesi e fiorentine. Pietro Ginanni, figlio di Antonio che si era trasferito a Siena lasciando Venezia del padre Niccolò, fu del partito Guelfo essendo comandante delle truppe Senesi e fiorentine.
Ancor oggi il blasone (lo stemma) di Meldola ne racconta la storia di tale epocale liberazione del Pietro Ginanni. Lo stemma di Meldola risale al 1647, ma quando fu adottato questo stemma, il campo dello scudo era d'argento e la torre fiancheggiata da mura merlate a rappresentare la porta cittadina dalla parte di Forlì; il colore rosso dimostra il sangue sparso nel sostenere nel 1334 il lungo assedio posto da (Francesco Ordelaffi), signore di Forlì e Cesena, e la porta aperta la liberazione ottenuta. Il leone d'oro era il cimiero che Pietro Ginanni portava sull'elmo e il giglio rosso ricorda che la rocca fu da lui liberata coll'aiuto dei Fiorentini Guelfi.
Dopo questa sua vittoria Pietro Ginanni fu di stanza a Meldola quale Governatore di quel Castello e strinse presto amicizia con Galeotto Malatesta che lo creò Nobile di Cesena e come tale membro del Nobile Consiglio. I discendenti del Pietro Ginnani dopo averne garantito prosperità per lungo tempo lasciarono la terra di Meldola nel 1513, quando il Pontefice Leone X la donò a Pio, conte di Carpi, per trasferirsi a Ravenna. 
Il centro passò ai Malatesta di Cesena e fu quindi in possesso degli Aldobrandini e dei Doria Landi Pamphili. Ebbe un certo sviluppo per il mercato della seta, rimasto attivo fino agli inizi del XX secolo.
Meldola vide l'abolizione del feudo con l'arrivo dei napoleonici, il ritorno allo Stato Pontificio nel 1815 e in seguito l'annessione al regno d'Italia. Il 7 settembre 1862, con decreto regio, le venne accordato il titolo di città.
Lo sviluppo economico portò alla costruzione di un piccolo teatro d'opera e alla creazione della tranvia per Forlì, poi soppressa nel 1930. Fu capoluogo di un mandamento e sede di un tribunale locale e delle carceri. L'ospedale civile creato nel XVI secolo ebbe una nuova sede negli anni settanta, ristrutturata ancora nel 2007 e dotata di un centro di ricerca per lo studio e la cura dei tumori, l'Istituto Tumori della Romagna (IRST).

### Simboli
La prima testimonianza scritta dell'emblema comunale risale al 1647. Quando fu adottato questo stemma, il campo dello scudo era d'argento e la torre fiancheggiata da mura merlate a rappresentare la porta cittadina dalla parte di Forlì; il colore rosso dimostra il sangue sparso nel sostenere nel 1334 il lungo assedio posto da Francesco Ordelaffi, signore di Forlì e Cesena, e la porta aperta la liberazione ottenuta. Il leone d'oro era il cimiero che Francesco Ginanni portava sull'elmo e il giglio rosso ricorda che la rocca fu da lui liberata coll'aiuto dei Fiorentini Guelfi.
Il gonfalone è un drappo troncato di giallo e di rosso.

## Geografia fisica
Sorge su terrazzamenti fluviali all'imbocco della valle del fiume Ronco-Bidente. Il territorio si presenta variabile dalla pianura alla collina argillosa alle valli con alcune zone di calanchi. Alcune zone sono caratterizzate dal cosiddetto spungone (calcarenite organogena), mentre nella valle del Voltre di trovano gessi solfiferi. A Castelnuovo e Montevescovo si trovano isole di formazione marnoso-arenacea. 

## Monumenti e luoghi d'interesse

### Architetture civili

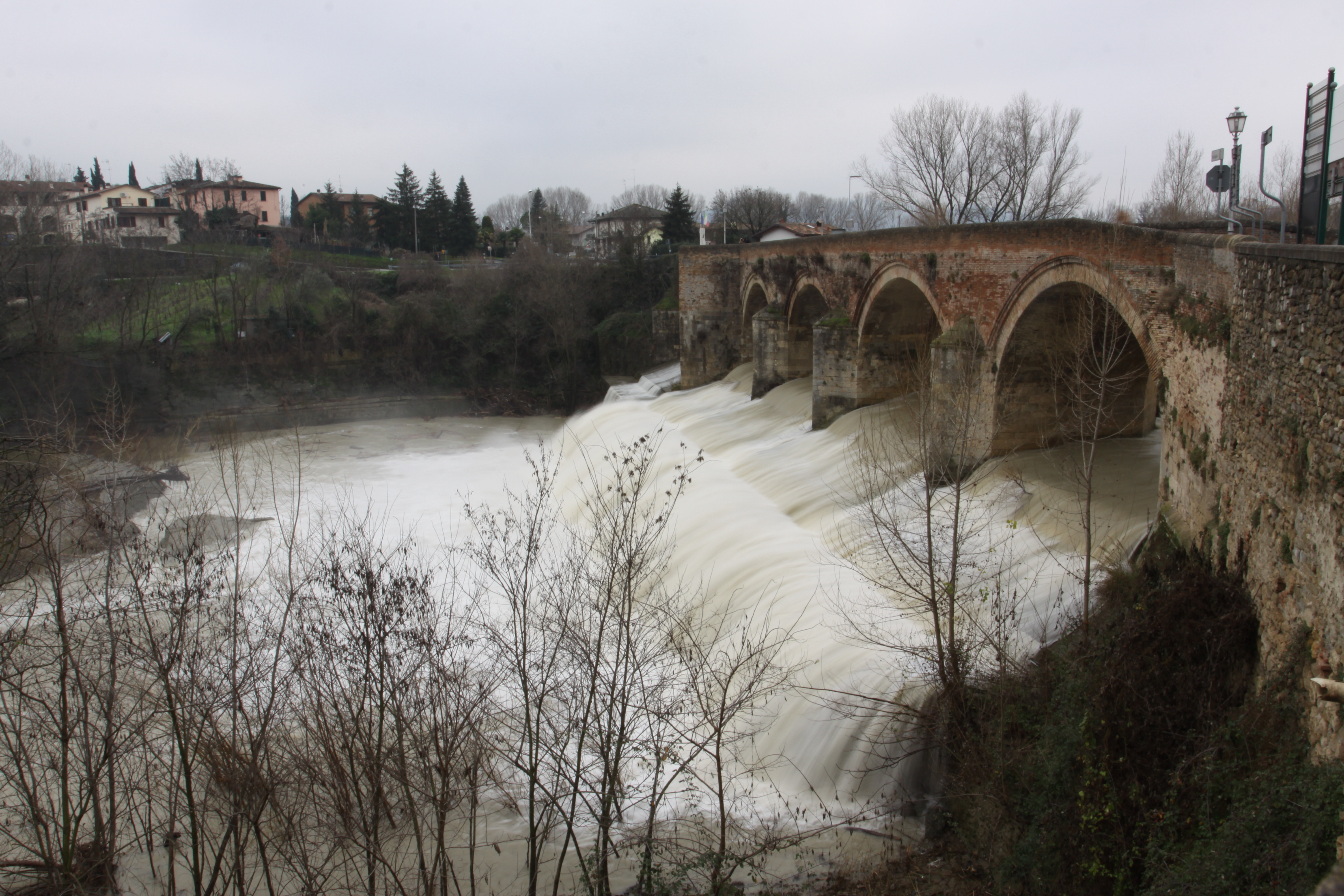
Ponte dei Veneziani

- Loggiato Aldobrandini, interessante esempio di loggiato rinascimentale a due piani, sorge su un lato della piazza dedicata a Felice Orsini.
- Il ponte dei Veneziani, a 5 arcate a tutto sesto, è forse databile ai primi anni del Cinquecento; ha perso parte dell'aspetto originario perché distrutto durante la seconda guerra mondiale. È stato restaurato allargandone la carreggiata e rinforzandola con parti in cemento armato celate dai blocchi di finitura.

### Architetture religiose
- Risalente al 1180, la chiesa collegiata di San Nicolò è la più importante delle chiese cittadine custodisce l'immagine sacra della Beata Vergine del Popolo, patrona della città.
- Chiesa di San Francesco con annesso convento francescano.
- Chiesa di San Cosimo o dei Santi Cosimo e Damiano o del Suffragio; è la più valida dal punto di vista storico artistico della città. All'interno si trovano le opere d'arte che appartenevano alla chiesa del convento di San Domenico: l'organo, i confessionali, il coro e un Crocifisso ligneo.
- Oratorio delle stimmate di San Francesco.

#### Chiese del circondario
- Chiesa di San Colombano, nell'omonima frazione. Risalente al 1700 vi è conservato il cilicio di San Colombano (reliquia).[11]
- Chiesa di San Ruffillo in Vitignano.
- Pieve delle Caminate.
- Santuario della Madonna della Consolazione
- Chiesa di San Lorenzo in Teodorano
- Chiesa di Piandispino
- Chiesa di San Bartolomeo in Valdinoce
- Chiesa di Sant'Andrea in Dogheria
- Chiesa di San Lorenzo in Venatis
- Chiesa di Santa Maria in Fiordinano
- Chiesa di San Paterniano in Montevescovo
- Chiesa di San Giovanni Evangelista in Ricò
- Chiesa di Sant'Apollinare in Gualdo

##### Chiese scomparse o non più officiate
- La pieve di San Pietro in Cerreto era la più antica testimonianza di un luogo di culto a Meldola. Non resta nulla di questo edificio, risalente al X secolo, di cui è incerto anche il posizionamento rispetto alla città.
- Nel Basso Medioevo il bosco di Scardavilla era sede di monastero i cui edifici sono ancora esistenti (col nucleo antico di Scardavilla di Sotto e la più recente Scardavilla di Sopra) con la chiesa Settecentesca restaurata tra le due guerre mondiali.
- San Giovanni Battista è un antico oratorio, un tempo chiesa, soppressa nel 1798 e trasformata in cappella sepolcrale. L'edificio è privato e annesso a una villa.
- Il monastero e la chiesa delle Cappuccine risaliva al 1703-07, ma viene soppresso in età napoleonico e poi abbandonato nel 1810, poi demolito a fine ottocento. I resti del chiostro si vedono fra le vie Buozzi, Roma e Fornaci (chiamati il Cortilaccio).
- Chiesa della Madonna del Sasso; è una delle chiese più antiche di Meldola. Sconsacrata, risale al 1523 e presenta una facciata scarna, ma elegante nel complesso. Ne curava il culto la Confraternita del Gonfalone, per volontà della quale era stata fondata. Nel 1616 la principessa Olimpia Aldobrandini vi fece edificare due cappelle laterali e da quell'anno divenne l'oratorio esterno della Rocca. È sede del Museo di Ecologia dal 2013.
- La Chiesetta del Crocifisso, un tempo annessa all'ospedale; sconsacrata, viene utilizzata per mostre d'arte.
- Complesso di San Rocco

### Architetture militari

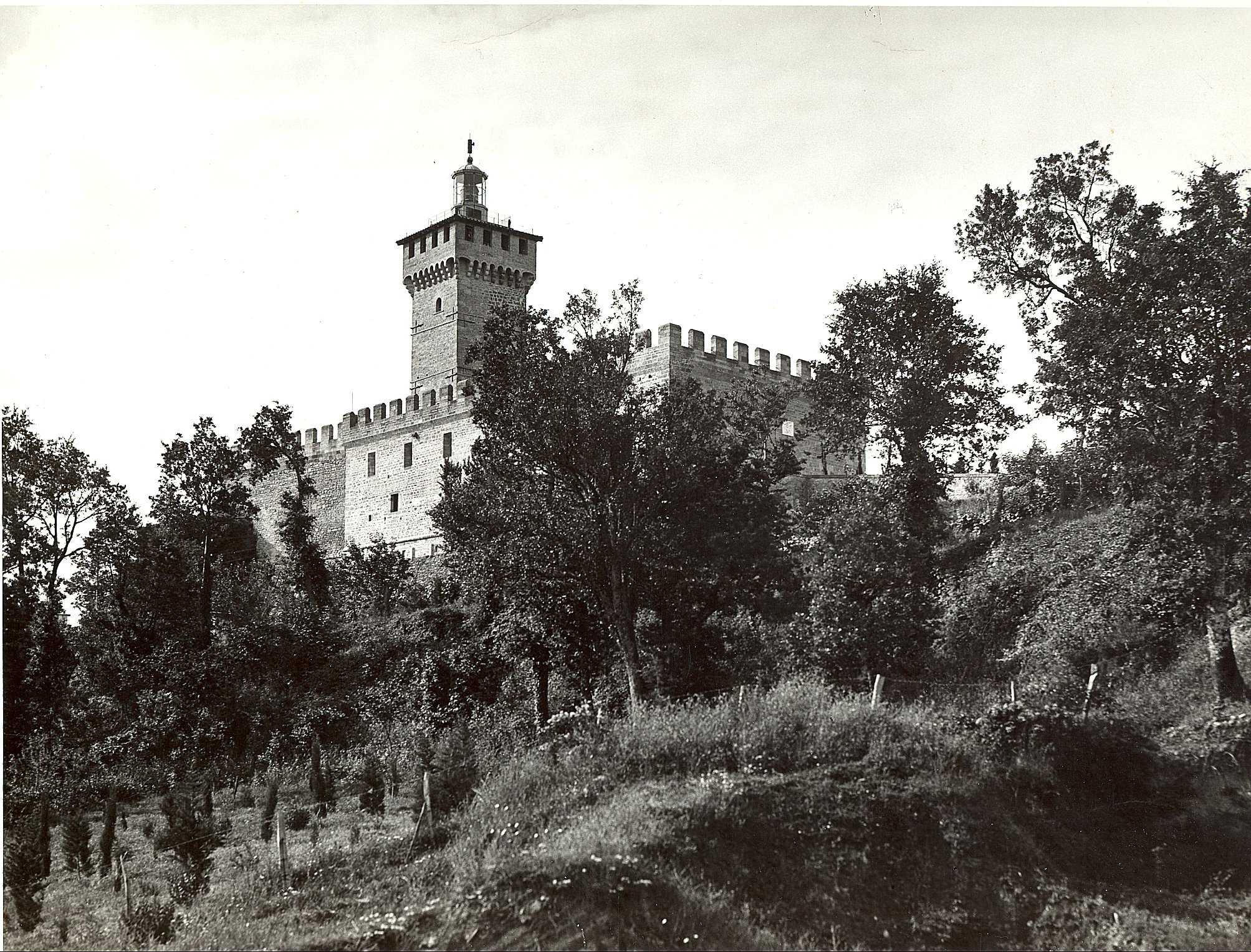
La Rocca della Caminate

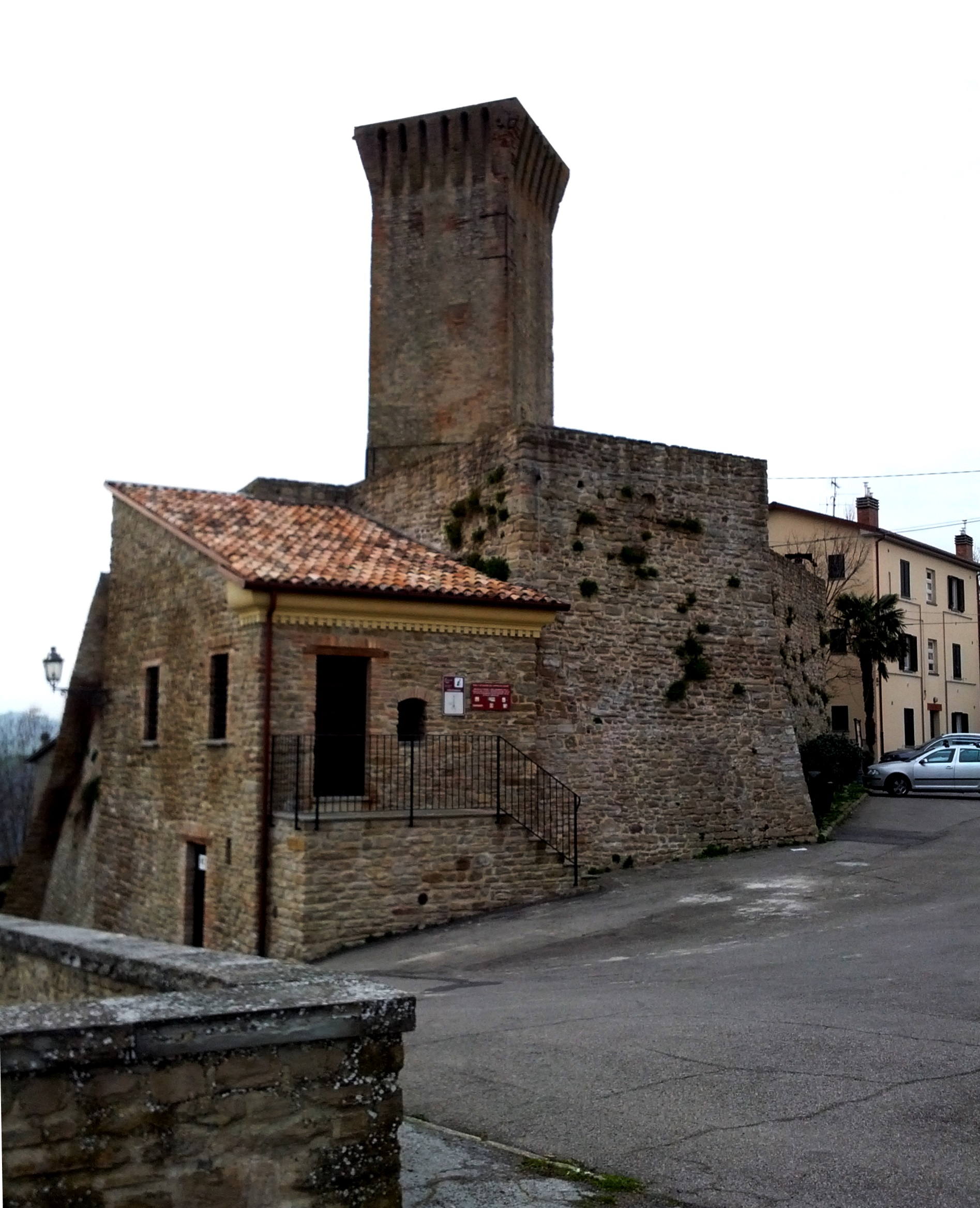
Il castello di Teodorano

- La Rocca di Meldola, sorge su uno sperone di roccia che domina il borgo dall'alto. Probabilmente risalente all'anno 1000, la Rocca è stata teatro di dominazione dei Montefeltro prima, degli Ordelaffi e dei Malatesta poi. Baluardo militare, venne convertita a residenza privata da Leonello Pio da Carpi. Tuttora è oggetto di un lento restauro.
- Il Castello con nucleo medievale di Castelnuovo, in località Castelnuovo di Meldola, si trovava su un'altura all'imbocco del Torrente Voltre col Fiume Bidente. Oggi troviamo i resti della Pieve, del nucleo fortificato e alcune abitazioni diroccate. Di una certa importanza in epoca medievale.
- La Rocca delle Caminate, era un bastione difensivo e di avvistamento sito nella omonima frazione a pochi chilometri dal Comune di Meldola. Dopo alcuni secoli di abbandono, sui suoi resti diroccati nel 1929 ne venne edificata un'imitazione per essere donata a Benito Mussolini, che vi soggiornò in alcune occasioni.
- Il Castello di Teodorano, sorge anch'esso fuori Meldola, nella frazione che fu comune autonomo fino al 1925. È il classico esempio di borgo fortificato, dotato di imponenti mura che proteggono la chiesa e la piazza. Della originaria costruzione cinquecentesca rimangono la torre civica e parte delle mura. Nei primi anni del Cinquecento vengono atterrate le mura da maestranze inviate da Cesare Borgia per rendere inoffensivo il sito. Ciò che oggi rimane è quanto resta dopo i bombardamenti subiti durante la seconda guerra mondiale.

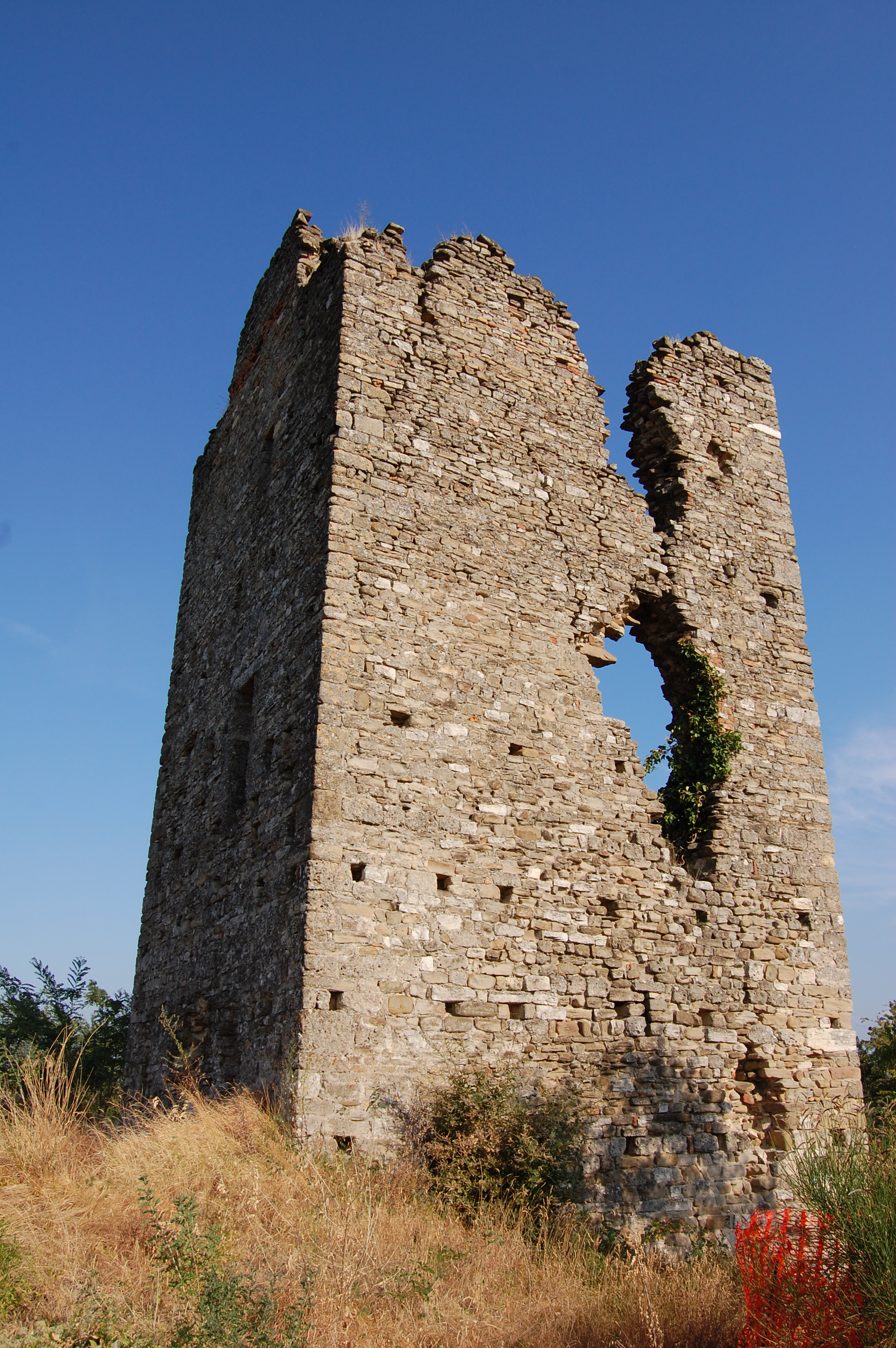
La torre di Castelnuovo

### Aree naturali
- La Riserva regionale Bosco di Scardavilla[12] rappresenta un'area naturale protetta. Ventinove ettari di parco ospitano una ricca varietà di fauna e flora, apprezzabile lungo il sentiero naturalistico attrezzato con percorso ad anello.
- Il Parco delle Fonti.

## Cultura

### Musei
- Museo di Ecologia nella Chiesa sconsacrata della Madonna del Sasso
- Museo del baco da seta, in via Roma, dedicato al filandiere meldolese Ciro Ronchi. Descrive l'allevamento del baco da seta attività molto diffusa per circa tre secoli, rendendo famosa Meldola, nell'Ottocento, come uno dei centri italiani più importanti per la produzione della seta greggia, tanto che ne esiste una varietà col nome della città.

### Teatri

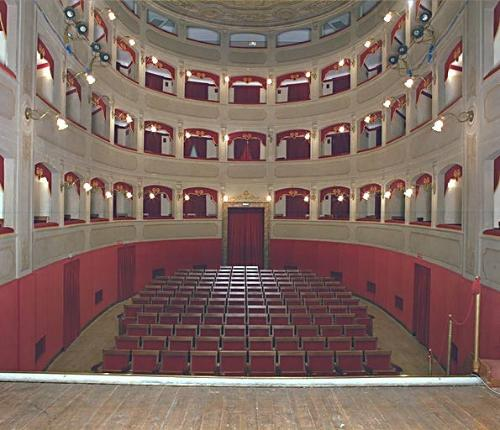
Teatro Gian Andrea Dragoni

- Il Teatro Gian Andrea Dragoni, edificato nei primi decenni dell'Ottocento, è stato completamente restaurato negli anni ottanta del Novecento. È dotato di platea e tre ordini di palchi per una capienza di 310 posti[13].

## Società

Altra versione dello stemma civico con lo scudo d'argento

### Evoluzione demografica
Abitanti censiti

### Etnie e minoranze straniere
Al 31 dicembre 2023 la popolazione straniera era di 1.235 persone, pari al 12,32% della popolazione.

### Istituzioni, enti e associazioni
Dal 1984 a Meldola è presente una Delegazione della Croce Rossa Italiana diventata Sede Territoriale del Comitato CRI di Forlì. Nata con il Gruppo Volontari del Soccorso, dal 2010 venne costituito anche il Gruppo Pionieri CRI, attivo nel primo soccorso, nell'attività socio-assistenziale e socio-sanitaria, in protezione civile e nella diffusione di principi di uguaglianza contro pregiudizi e razzismo. 

## Cultura
Le campagne del meldolese iniziano a essere indagate dal punto di vista etnomusicologico durante l'Ottocento e poi nel Novecento; il territorio rivela una ricchezza culturale popolare degna di nota, specialmente per i canti (stornelle) e per le tipologie strumentali.

## Economia
Nel territorio è sviluppata l'agricoltura con produzione di frutta, vino, uova, barbabietola. Consistenti anche l'artigianato e la piccola-media industria, specialmente nel settore dell'arredamento e della lavorazione dei metalli.

## Infrastrutture e trasporti
La città è collegata a Forlì dalla strada che costeggia il fiume Bidente; fra il 1881 e il 1930, vi si trovava il binario della tranvia Forlì-Meldola, che in quell'epoca rappresentò un importante volano economico.
Il trasporto pubblico è assicurato da autoservizi svolti dalla società START Romagna.

## Amministrazione
| Periodo | Periodo   | Primo cittadino    | Partito                                                       | Carica                  | Note |
| ------- | --------- | ------------------ | ------------------------------------------------------------- | ----------------------- | ---- |
| 1944    | 1945      | Giuseppe Mambelli  | Partito Comunista Italiano                                    | Sindaco                 |      |
| 1945    | 1949      | Antonio Datteri    | Partito Comunista Italiano                                    | Sindaco                 |      |
| 1949    | 1950      | Gennarino Venturi  | Partito Comunista Italiano                                    | Sindaco                 |      |
| 1950    | 1951      | Ariella Farneti    | Partito Comunista Italiano                                    | Sindaco                 |      |
| 1951    | 1956      | Antonio Altini     | Partito Comunista Italiano                                    | Sindaco                 |      |
| 1956    | 1965      | Ariella Farneti    | Partito Comunista Italiano                                    | Sindaco                 |      |
| 1965    | 1966      | Aurelio Strada     | Partito Comunista Italiano                                    | Sindaco                 |      |
| 1966    | 1970      | Marco Ciliberto    |                                                               | Commissario prefettizio |      |
| 1970    | 1978      | Albano Ruscelli    | Partito Socialista Italiano                                   | Sindaco                 |      |
| 1978    | 1985      | Mario Aloisi       | Partito Socialista Italiano                                   | Sindaco                 |      |
| 1985    | 1993      | Davide Drudi       | Partito Comunista Italiano Partito Democratico della Sinistra | Sindaco                 |      |
| 1993    | 2004      | Corrado Ghetti     | Partito Democratico della Sinistra Democratici di Sinistra    | Sindaco                 |      |
| 2004    | 2009      | Loris Venturi      | Democratici di Sinistra Partito Democratico                   | Sindaco                 |      |
| 2009    | 2014      | Gian Luca Zattini  | Forza Italia                                                  | Sindaco                 |      |
| 2014    | 2019      | Gian Luca Zattini  | Lega Nord                                                     | Sindaco                 |      |
| 2019    | in carica | Roberto Cavallucci | Partito Democratico                                           | Sindaco                 |      |

### Gemellaggi
San Gregorio Magno

## Sport

### Calcio
La principale squadra di calcio della città è l'A.S.D. Meldola che milita nel girone B dell'Eccellenza Emilia-Romagna. È nata nel 1999.